# 滝井礼乃
滝井 礼乃（たきい あやの、1981年9月18日 - ）は、テレビ東京の社員。元アナウンサー。

## 人物・略歴
- 山脇学園中学校・高等学校卒業。

女優の葉山恵里とは中学校の同級生。
- 学習院大学経済学部卒業後、2004年に入社。

同期入社のアナウンサーは、増田和也と松丸友紀。
- 大学時代はスキー競技の選手。
- 2006年のトリノオリンピックの現地レポーターを、タレントの水野裕子と務めた。
- 夫はテレビ東京アナウンサーの小島秀公[1]。
- 2013年5月、第1子妊娠を発表した[2]。その後、同年7月から産休・育休に入っていた。
- 2015年4月に復職。同年4月18日午後のスポットニュースで約2年ぶりに登場した。
- 2016年7月、異動によりアナウンス部を離れる[3]。

## 過去の担当番組
- スポーツ魂（2005年4月 - 2006年9月）
- スポパラ・スカ☆J
- 速ホゥ!（金、2006年7月3日 - 2007年3月30日）
- スキバラ・エンジョイガレッジ（月）
- スポ魂!（金）
- ワールドビジネスサテライト（「トレンドたまご」コーナー、2006年10月 - 2007年3月は水曜担当、2007年4月 - 9月は火曜・金曜担当）
- メガスポ!（水、2007年4月 - 9月）
- アニ☆研
- Jナビ（BSジャパン）
- NEWS MARKET 11（2007年10月1日 - 2008年9月26日、総合司会）
- E morning（2008年9月29日 - 2009年3月27日、サブキャスター）
- ニュースモーニングサテライト（2009年3月30日 - 2013年7月5日、サブキャスター）
- GIRLS PARTY（2009年7月7日 - 9月2日、ナレーター）
- みんなとてれと（2009年11月8日 - 、不定期）
- 東京都議会関連番組
- TXNニュース（不定期）
- チャージ730!（2015年7月6日 - 7月10日・9月9日 - 9月11日、大橋未歩の休暇代理）
- マネーの羅針盤（2015年4月4日 - 2016年3月26日）

## その他
- ケータイ捜査官7（2008年、アナウンサー役）
- 世紀末オカルト学院（2010年、街頭アナウンス役）

## 雑誌
- 『B.L.T.』（2009年7月号、アナウンサー・リレー連載『モーニングサテライト』）